# Incidente na ilha de Hainan
O incidente na ilha de Hainan foi um incidente internacional de dez dias entre os Estados Unidos e a República Popular da China (RPC) que resultou de uma colisão aérea entre uma aeronave de inteligência de sinais EP-3E ARIES II da Marinha dos Estados Unidos e um intercetor J-8 da Força Aérea Chinesa em 1 de abril de 2001.
O EP-3 sobrevoava o Mar da China Meridional num ponto aproximadamente no meio do caminho entre a ilha de Hainan e as Ilhas Paracel quando foi intercetado por dois caças J-8II. Uma colisão entre o EP-3 e um dos J-8 causou danos ao EP-3 e a perda do J-8 e do seu piloto. O EP-3 foi forçado a fazer uma aterragem de emergência em Hainan sem permissão da RPC, e os seus 24 tripulantes foram detidos e interrogados pelas autoridades chinesas até que uma declaração fosse feita pelo governo dos Estados Unidos sobre o incidente. A formulação ambígua da declaração permitiu que ambos os países salvassem a face e acalmassem uma situação potencialmente volátil.

## Contexto
Esta área marítima inclui as Ilhas do Mar da China Meridional, que são reivindicadas pela RPC e vários outros países. É uma das áreas estrategicamente mais sensíveis do mundo.
Os Estados Unidos e a República Popular da China discordam sobre a legalidade dos sobrevoos de aeronaves navais norte-americanas na área onde ocorreu o incidente. Esta parte do Mar da China Meridional compreende parte da zona económica exclusiva da RPC com base na Convenção das Nações Unidas sobre o Direito do Mar (CNUDM) e na reivindicação chinesa de que as Ilhas Paracel pertencem à China. Esta reivindicação foi reconhecida pelo Vietname em 1958, mas desde então o país voltou atrás para contestá-la após o fim da Guerra do Vietname em 1975. Os Estados Unidos permanecem neutros nesta disputa, mas patrulham o mar regularmente com navios e aviões, durante o que chamam de operações de liberdade de navegação. A RPC interpreta a convenção como permitindo-lhe impedir as operações militares de outras nações dentro desta área, mas os Estados Unidos não reconhecem a reivindicação da China sobre as Ilhas Paracel e sustentam que a Convenção concede livre navegação a aeronaves e navios de todos os países, incluindo aeronaves e navios militares, dentro da zona económica exclusiva de um país. Embora os Estados Unidos não sejam parte da CNUDM, aceitaram e cumprem quase todas as disposições do tratado.

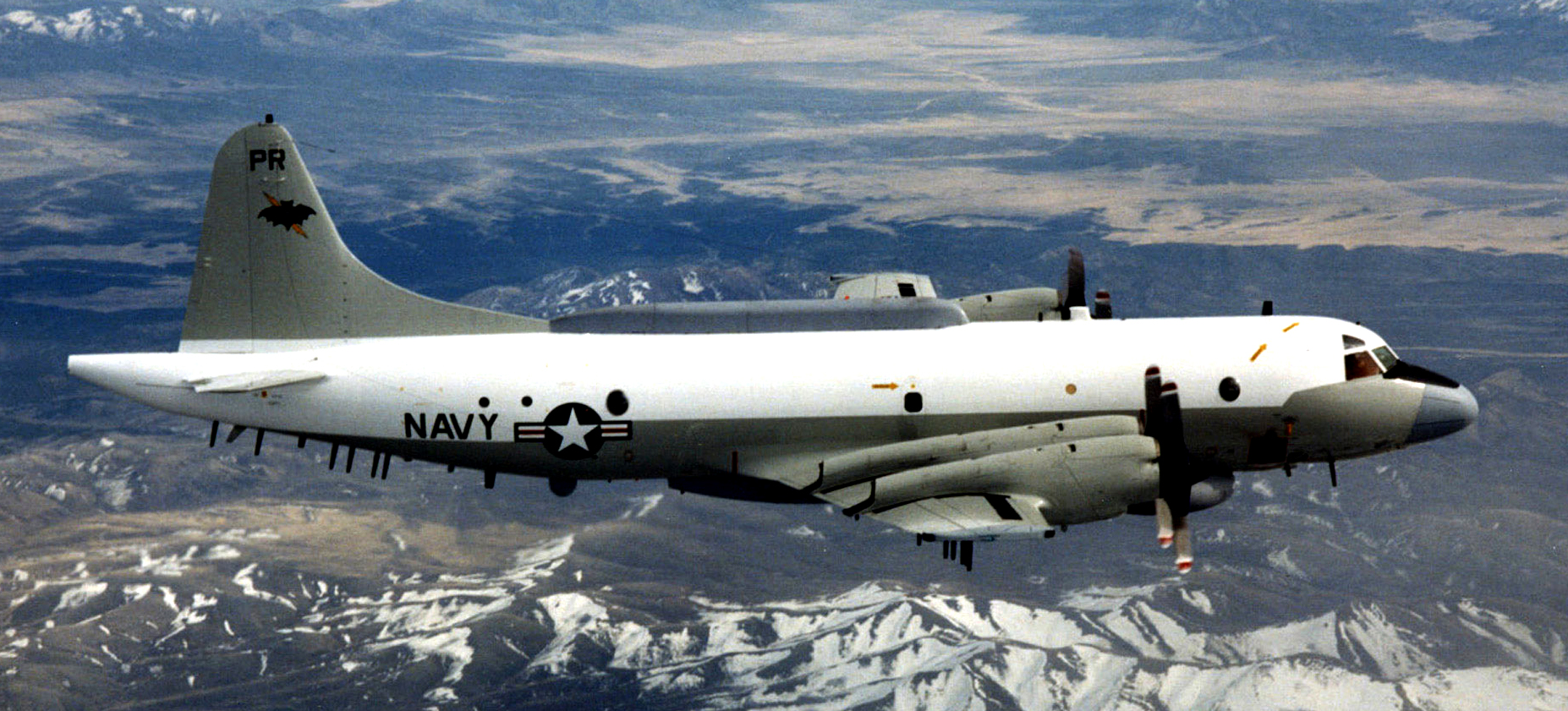
Um EP-3E da VQ-1.

Uma força de Sukhoi Su-27 da RPC está baseada em Hainan. A ilha também abriga uma grande instalação de inteligência de sinais que rastreia a atividade civil e militar na área e monitoriza o tráfego de satélites de comunicações comerciais. Os Estados Unidos mantiveram a ilha sob vigilância durante muito tempo; em 22 de maio de 1951, por exemplo, os Spitfire PR Mk 19 da RAF, baseados no Aeroporto Kai Tak de Hong Kong, realizaram missões de reconhecimento fotográfico a pedido da inteligência naval dos EUA.

## No ar
Em 1 de abril de 2001, o EP-3 (BuNo 156511), designado para o Esquadrão de Reconhecimento Aéreo da Frota Um (VQ-1, "World Watchers"), descolou como Missão PR32 da Base Aérea de Kadena em Okinawa, Japão. Por volta das 9:15 hora local, no final da missão ELINT de seis horas do EP-3, ele voava a 22 000 pés (6 700 m) e 180 nós (330 km/h), num rumo de 110°, cerca de 70 milhas (110 km) de distância da ilha. Dois J-8 chineses do campo de aviação de Lingshui, em Hainan, aproximaram-se. Um dos J-8s (81194), pilotado pelo Tenente-Comandante Wang Wei, fez duas passagens próximas ao EP-3. Na terceira passagem, ele colidiu com a aeronave maior. O J-8 partiu-se em dois pedaços; o radomo do EP-3 desprendeu-se completamente e a sua hélice nº 1 (externa esquerda) foi severamente danificada. Dados de velocidade e altitude foram perdidos, a aeronave foi despressurizada e uma antena ficou enrolada no estabilizador horizontal. A barbatana caudal do J-8 atingiu o aileron esquerdo do EP-3, forçando-o a ficar totalmente ereto e fazendo com que a aeronave dos EUA rolasse para a esquerda a uma taxa máxima normal de três a quatro vezes.

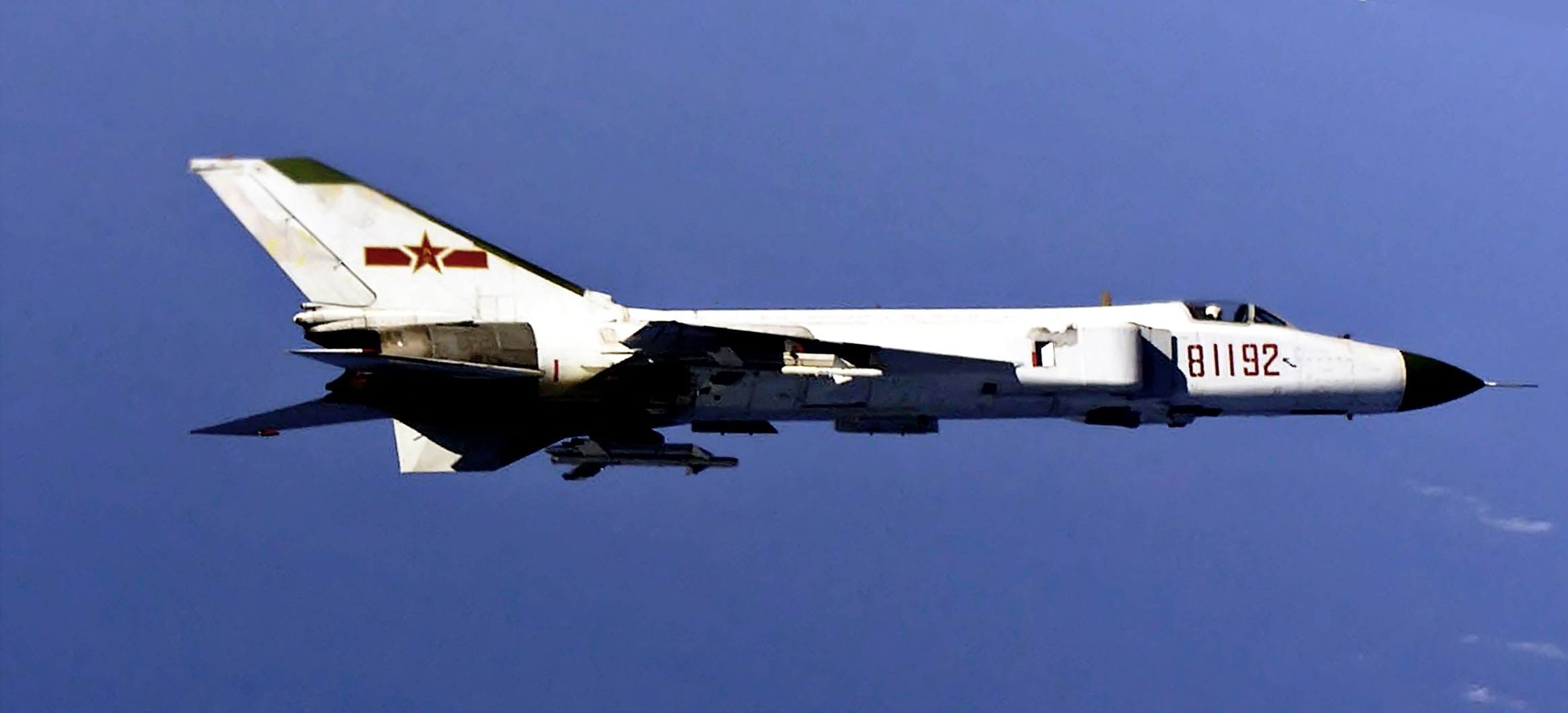
Shenyang J-8 81192, uma aeronave diferente pilotada pelo Tenente-Comandante Wang Wei numa altercação anterior com um EP-3E americano.

O impacto fez com que o EP-3 mergulhasse 30° num ângulo de inclinação de 130°, quase invertido. Ele caiu 8 000 pés (2 400 m) em 30 segundos e caiu mais 6 000 pés (1 800 m) antes que o piloto, Tenente Shane Osborn, nivelasse as asas do EP-3 e levantasse o nariz. Num artigo de setembro de 2003 no Naval Aviation News, Osborn disse que, assim que recuperou o controlo da aeronave, ele "pediu à tripulação que se preparasse para saltar". Ele então conseguiu controlar a descida da aeronave usando energia de emergência nos motores em funcionamento, permitindo-lhe planear uma aterragem de emergência em Hainan.
Nos próximos 26 minutos, a tripulação do EP-3 executou um plano de emergência que incluía a destruição de objetos sensíveis a bordo da aeronave, como equipamentos eletrónicos relacionados com a coleta de inteligência, documentos e dados. Parte desse plano envolvia despejar café fresco em unidades de disco e placas-mãe e usar um machado do kit de sobrevivência do avião para destruir os discos rígidos. A equipa não havia sido formalmente treinada sobre como destruir documentos e equipamentos confidenciais e, por isso, improvisou. Como resultado da destruição, o interior do avião foi mais tarde descrito como semelhante ao "resultado de uma festa de fraternidade".
Osborn fez uma aterragem de emergência não autorizada no campo de aviação de Lingshui, depois de pelo menos 15 sinais de socorro não serem respondidos, com o código de emergência selecionado no transponder. Aterrou a 170 nós (310 km/h), sem flaps, sem compensação e com o elevador esquerdo danificado, pesando 108 000 libra (massa)s (49 000 kg) . Após a colisão, a falha do cone do nariz desabilitou o motor nº 3 (interno direito), e a hélice nº 1 não pôde ser embandeirada, resultando num aumento do arrasto naquele lado. Não havia indicador de velocidade ou altímetro a funcionar , e Osborn usou o aileron direito total durante o pouso. O intercetor chinês sobrevivente havia pousado lá 10 minutos antes.
Osborn fez uma aterragem de emergência não autorizada no campo de aviação de Lingshui, depois de pelo menos 15 sinais de socorro não serem respondidos, com o código de emergência selecionado no transponder. Aterrou a 170 nós (310 km/h), sem flaps, sem compensação e com o elevador esquerdo danificado, pesando 108 000 libra (massa)s (49 000 kg) . Após a colisão, a falha do cone do nariz desabilitou o motor nº 3 (interno direito), e a hélice nº 1 não pôde ser embandeirada, resultando num aumento do arrasto naquele lado. Não havia indicador de velocidade ou altímetro a funcionar , e Osborn usou o aileron direito total durante o pouso. O intercetor chinês sobrevivente havia pousado lá 10 minutos antes.
Wang foi visto ejetando-se após a colisão, mas o Pentágono disse que os danos na parte inferior do EP-3 podem significar que a cabine do caça chinês foi esmagada, tornando impossível a sobrevivência do piloto. O corpo de Wang nunca foi recuperado e ele foi dado como morto.

### Causa da colisão

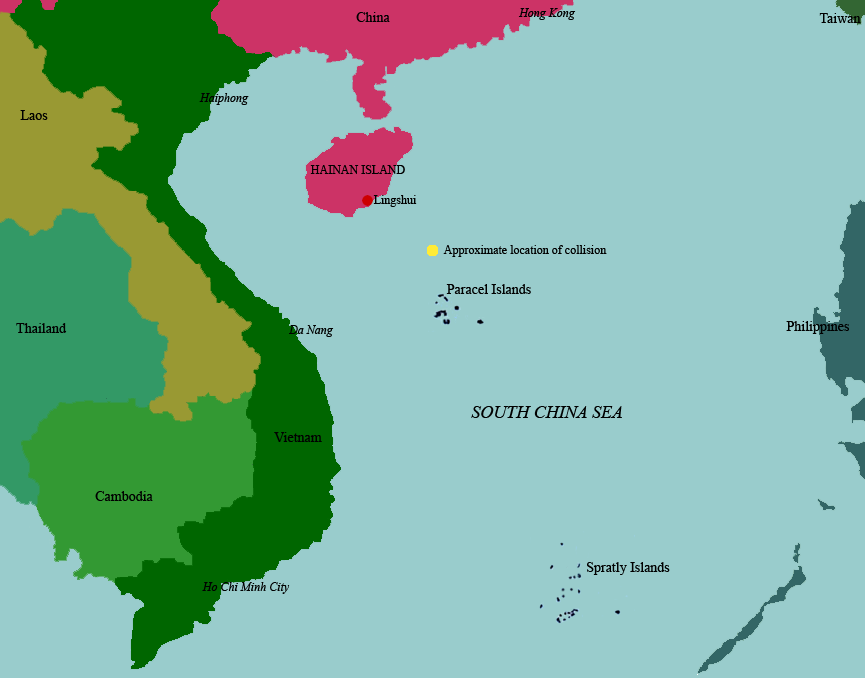
Área da colisão no Mar da China Meridional.

Tanto a causa da colisão quanto a atribuição de culpa foram contestadas:
- O governo dos EUA declarou que o jato chinês colidiu com a asa do EP-3, maior, mais lento e menos manobrável. Após retornar ao solo americano, o piloto do EP-3, Tenente Shane Osborn, foi autorizado a fazer uma breve declaração na qual disse que o EP-3 estava no piloto automático e em voo direto e nivelado no momento da colisão. Ele afirmou que estava apenas "a guardar o piloto automático" na sua entrevista com o Frontline.[23] Os EUA divulgaram imagens de vídeo de missões anteriores que revelaram que as equipas de reconhecimento americanas tinham sido anteriormente intercetadas pela mesma aeronave.[24]
- O governo chinês declarou que, de acordo com o ala de Wang Wei, a aeronave americana "virou num ângulo amplo em direção aos chineses", no processo colidindo com o J-8.[25][26][27][28][29]

Nenhuma das alegações pode ser verificada, uma vez que o governo chinês não divulgou dados dos gravadores de voo de nenhuma das aeronaves, ambas em sua posse.

## No solo
Durante 15 minutos após a aterragem, a tripulação do EP-3 continuou a destruir objetos e dados confidenciais a bordo da aeronave, conforme o protocolo. Eles desembarcaram da aeronave depois de os soldados terem olhado pelas janelas, apontarem armas e gritado pelos megafones. Os chineses ofereceram-lhes água e cigarros. Vigiados de perto, eles foram levados para um quartel militar em Lingshui, onde foram interrogados por duas noites antes de serem transferidos para alojamentos em Haikou, a capital provincial e maior cidade da ilha. Eles eram geralmente bem tratados. No entanto, eles eram interrogados durante todo o tempo e, portanto, sofriam com a falta de sono. Eles acharam a comida chinesa desagradável porque incluía cabeças de peixe, mas isso melhorou depois. Os guardas deram-lhes baralhos de cartas e um jornal em inglês. Para passar o tempo e manter o ânimo, os tenentes Honeck e Vignery criaram rotinas humorísticas baseadas nos programas de televisão The People's Court, Saturday Night Live e The Crocodile Hunter. Elas eram realizadas enquanto iam às refeições, o único momento em que estavam juntos. Eles desenvolveram gradualmente boas relações com os seus guardas, com um deles perguntando-lhes a letra da música "Hotel California" dos Eagles.
Três diplomatas americanos foram enviados a Hainan para encontrar a tripulação, avaliar as suas condições e negociar a libertação da tripulação. Os diplomatas foram autorizados a encontrar-se com a tripulação pela primeira vez três dias após o incidente. As autoridades norte-americanas queixaram-se dos atrasos da China neste aspeto.
Os 24 membros da tripulação (21 homens e 3 mulheres) foram detidos durante 10 dias no total e foram libertados logo após os EUA terem emitido a "carta das duas desculpas" aos chineses. A tripulação obteve sucesso apenas parcial na destruição de material confidencial. Alguns dos materiais que não conseguiram destruir incluíam chaves criptográficas, manuais de inteligência de sinais e os nomes de funcionários da Agência de Segurança Nacional. Alguns dos computadores capturados continham informações detalhadas para o processamento de comunicações PROFORMA da Coreia do Norte, Rússia, Vietname, China e outros países. O avião também transportava informações sobre os parâmetros do emissor para os sistemas de radar aliados dos EUA em todo o mundo. A China também descobriu que os Estados Unidos podiam rastrear submarinos da Marinha do Exército de Libertação Popular por meio de transmissão de sinais.

## Carta dos dois lamentos
A "Carta dos dois lamentos"  foi a carta entregue pelo Embaixador dos Estados Unidos Joseph Prueher ao Ministro dos Negócios Estrangeiros da República Popular da China, Tang Jiaxuan, para pôr fim ao incidente. Após a entrega da carta, a China libertou a tripulação detida e acabou por devolver a aeronave desmontada. A carta afirmava que os Estados Unidos "lamentavam muito" pela morte do piloto chinês Wang Wei (王伟) e "lamentavam muito" que a aeronave tivesse entrado no espaço aéreo chinês, lamentando também porque a sua aterragem não teve "autorização verbal". Os Estados Unidos declararam que não se tratava de “uma carta de desculpas” – como então era caracterizada pelos meios de comunicação estatais chineses – mas que, em vez disso, era “uma expressão de pesar e tristeza”. A China pediu inicialmente um pedido de desculpas, mas os EUA explicaram: "Não fizemos nada de errado e, portanto, não foi possível pedir desculpas".
Houve mais debate sobre o significado exato da tradução chinesa emitida pela Embaixada dos EUA. Um alto funcionário da administração foi citado afirmando: "O que os chineses escolheriam caracterizar como um pedido de desculpas, nós provavelmente escolheríamos caracterizar como uma expressão de arrependimento ou tristeza". O presidente chinês Jiang Zemin aceitou a expressão de "muito pesar" como consistente com o pedido formal de desculpas que a China tinha pedido, e por isso a China libertou os americanos posteriormente.

## Consequências
A tripulação do EP-3 foi libertada em 11 de abril de 2001 e retornou à sua base em Whidbey Island via Honolulu, Havaí, onde foi submetida a dois dias de interrogatórios. O piloto, tenente Shane Osborn, foi condecorado com a Cruz de Voo Distinto por "heroísmo e conquistas extraordinárias" em voo. O piloto do J-8B, Wang Wei, foi homenageado postumamente na China como "Guardião do Espaço Aéreo e das Águas Territoriais". A sua viúva recebeu uma carta pessoal de condolências do Presidente dos EUA, George W. Bush.

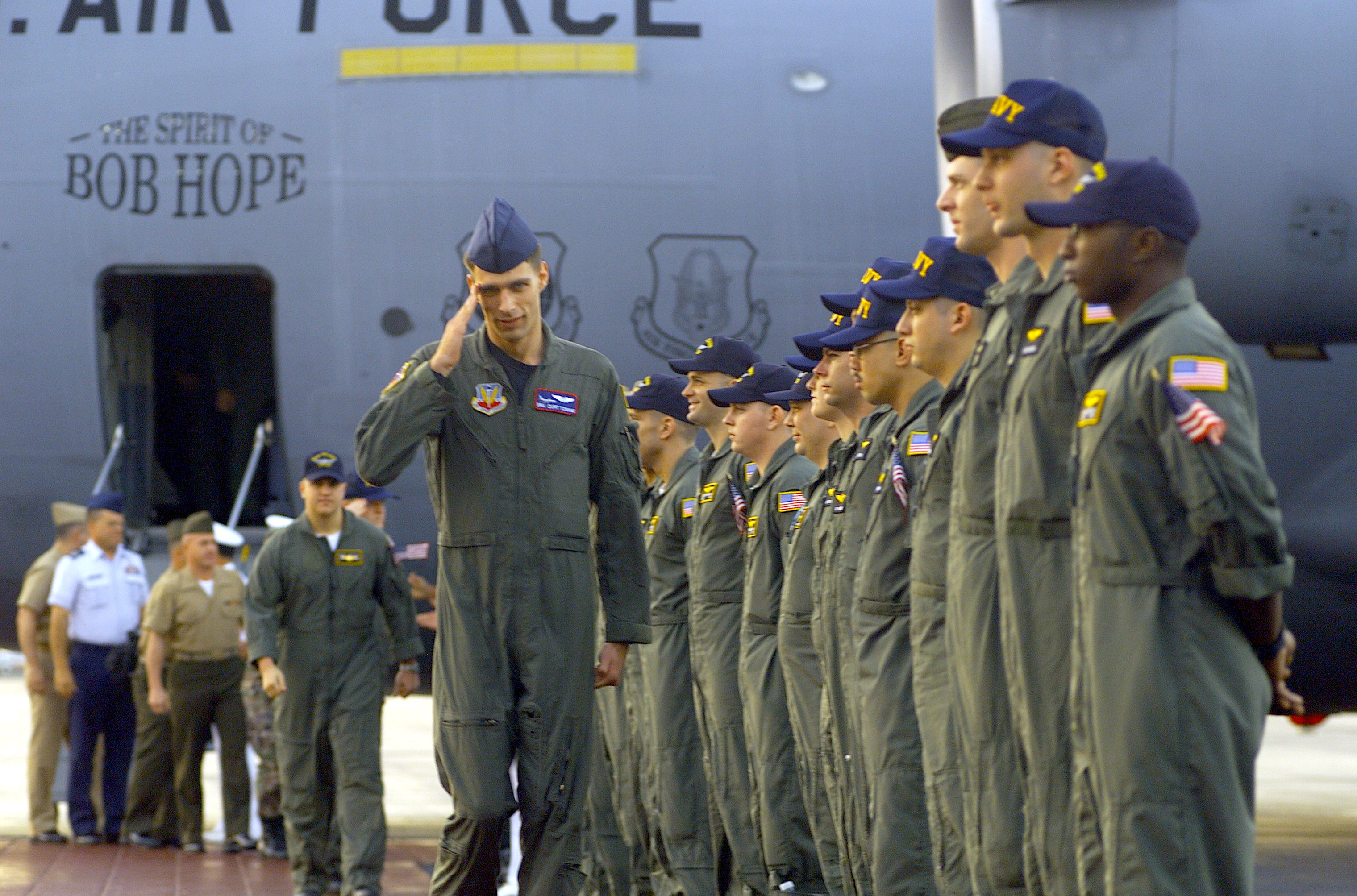
A tripulação do EP-3 chega à Base Aérea de Hickam, no Havaí. Na foto, o aviador sénior da Força Aérea dos EUA, Curtis Towne, faz a saudação.

Os engenheiros da Marinha dos EUA disseram que o EP-3 poderia ser reparado em 8 a 12 meses, mas a China recusou-se a permitir que voasse para fora da ilha de Hainan. A aeronave desmontada foi libertada em 3 de julho de 2001 e devolvida aos Estados Unidos pela companhia aérea russa Polet Flight em dois Antonov An-124 Ruslans. Foram realizadas reparações na Lockheed Martin em Marietta, Geórgia, para remontagem e para torná-lo novamente apto a voar. A aeronave foi então levada para a L3 em Waco, Texas, para missão, pois eles eram os principais fornecedores de manutenção e modernização do EP-3 na época. A aeronave retornou ao serviço antes de 2013.
Além de pagar pelo desmantelamento e transporte do EP-3, os Estados Unidos pagaram US$34.567 pelos 11 dias de alimentação e alojamento fornecidos pelo governo chinês à tripulação da aeronave. Os chineses exigiram uma indemnização de um milhão de dólares dos EUA pela perda do J-8 e do seu piloto, mas a indemnização foi recusada sem maiores negociações.[carece de fontes?]
O incidente ocorreu dez semanas após a posse presidencial de George W. Bush e foi a sua primeira crise de política externa. Ambos os países foram criticados após o evento: os chineses por fazerem um bluff que foi feito sem quaisquer concessões reais da América, além da "Carta dos dois lamentos"; e os EUA, primeiro por serem insensíveis imediatamente após o evento e, mais tarde, por emitirem a carta em vez de serem mais oposicionistas. Os Estados Unidos tentaram ser conciliadores para tentar evitar as objeções chinesas à política externa dos EUA, que se tornou mais importante após os ataques de 11 de Setembro e no início da Guerra ao Terror.
Entre o público chinês, o incidente criou sentimentos negativos em relação aos Estados Unidos e aumentou os sentimentos de nacionalismo chinês. Apesar do facto de que a aeronave destruída ter o número de série 81194, imagens do Tenente-Comandante Wang Wei pilotando o avião J-8B com número de série 81192 num incidente semelhante no início do ano se popularizaram-se e se tornaram-se um ícone nacional tanto para a FANELP quanto para a nação chinesa.[carece de fontes?]
Após a colisão, a agressividade da China diminuiu brevemente na monitorização de voos de reconhecimento. Os voos de aeronaves de vigilância dos EUA perto da costa chinesa continuaram como antes do incidente.
Hainan é atualmente a base da Base Submarina de Hainan da Marinha do Exército de Libertação Popular (PLAN), uma instalação subterrânea capaz de suportar submarinos com mísseis balísticos nucleares. Em março de 2009, navios e aeronaves chineses abordaram o USNS Impeccable, um navio de vigilância oceânica da Marinha dos EUA, enquanto operava 75 milhas (120 km) ao sul de Hainan. Os responsáveis do Pentágono caracterizaram as ações como “agressivas” e “assédio”. Em agosto de 2014, os EUA protestaram quando um Shenyang J-11BH chinês chegou a 10 metros de uma aeronave Boeing P-8 Poseidon em patrulha e realizou manobras acrobáticas, incluindo um rolamento de barril. Em maio de 2016, os EUA protestaram quando duas aeronaves Shenyang J-11BH teriam chegado a 15 metros de um EP-3 dos EUA em patrulha de "rotina" a aproximadamente 50 milhas (80 km) a leste da Ilha de Hainan. A China respondeu exigindo o fim da vigilância dos EUA perto da China.